# Agha Achurov
Agha Achurov (en azéri: Ağa Hacı Aslan oğlu Aşurov), né en 1886 à Bakou et mort en  1936 à Rostov, est un  homme d'État azerbaïdjanais, ministre du Commerce et de l'Industrie, ministre de l'Alimentation et ministre des Postes et Télégraphes de la République Démocratique d'Azerbaïdjan, membre du Parlement d’ADR.

## Famille
La famille Achurov d'origine de Bakou est mentionnée pour la première fois en 1707. Les Ashurov deviennent marchands de la première guilde en 1876. Ils participent à la vie sociale du vieux Bakou. Les Ashurov étaient des représentants de la Douma de la ville de Bakou et des organes directeurs de 1882 à 1918. A l'époque du tsar Nicolas II, les Achurov bénéficiaient de certains privilèges - exemption de recrutement, châtiments corporels, taxe de capitation - puisqu'en 1903 la famille est classée citoyenne d'honneur.

## Études
Diplômé du gymnase de Bakou Agha Achurov poursuit ses études à l’université de technologie de Darmstadt en Allemagne en tant que technologue. Là, il épouse également une jeune fille d'origine allemande, nommée Anna. De retour dans son pays natal, il travaille dans l'administration de la Douma de la ville de Bakou.

## Activité sociale
En 1905 il participe à la protection de la population de Bakou lors du massacre arméno-musulman, ainsi qu’à des négociations conciliantes avec les membres du Comité révolutionnaire, le Conseil national arménien et le consul d'Iran à Bakou Habibullah Khan. En 1908, sous la direction d'Achurov, un accord est signé pour la construction d'une nouvelle centrale électrique à Bakou. Il prend part à la tenue de l'eau Chollar à Bakou. Il est l'un des dirigeants de la société Nachri-Maarif, ainsi qu'un membre de la Douma de la ville de Bakou. Il est également membre du comité exécutif intérimaire du Conseil national musulman et participe au Congrès des musulmans du Caucase à Bakou.

## Poste de ministre
il  est ministre du Commerce et de l'Industrie dans le IIe Cabinet des ministres de la République démocratique d'Azerbaïdjan, puis ministre de l'Alimentation. Après un certain temps, il est nommé au poste de ministre des Postes et des Télégraphes. Le 27 avril 1920, Agha Achurov devient le seul membre du parlement azerbaïdjanais à voter contre la reddition aux bolcheviks. Incapable d'émigrer en Turquie, il déménage à Rostov.